# Ràdio Arenys
Ràdio Arenys és la degana de les emissores municipals de Catalunya i d'Espanya (emet de forma ininterrompuda des del 8 de setembre de 1979). Emet les 24 hores del dia a través del 91.2 de la FM i també a través d'Internet.

## Història
Va iniciar les seves emissions el 8 de setembre de 1979, fruit de la col·laboració d'un grup de persones que, amb l'arribada del primer ajuntament democràtic a Arenys de Mar l'any 1979, van decidir crear una ràdio d'àmbit municipal i totalment en llengua catalana. Aquell 1979, Antoni Esteve, periodista que en aquell moment era regidor de l'Ajuntament d'Arenys de Mar, juntament amb el radioaficionat Antoni Barrachina, van encarregar un petit emissor a Radio Ayama de Mataró (Ignasi Amaya), penjant l'antena per la finestra d'un àtic en un edifici prou alt d'un professor amic, connectant-lo a un tocadiscs i un micròfon, i sortint a l'aire com a emissora il·legal (en aquella època). Així, de mica en mica, es va iniciar la programació: al començament dissabtes a la tarda, i més tard dissabtes a la tarda i diumenges al matí, donant informació sobre les activitats que es duien a terme a la vila els finals de setmana. L'any 1994 Ràdio Arenys va entrar dins el Consorci de la Comunicació Local i La Federació de Ràdios Locals de Catalunya.
Hi han treballat o col·laborat en diverses èpoques de la seva història: Salvador Escamilla, Lluís Danés i Antoni Esteve i Avilés. Des de 2024 el seu director és Eduard Mas.